# Rudisleben
Rudisleben ist ein Ortsteil von Arnstadt im Ilm-Kreis (Thüringen) mit rund 980 Einwohnern.

## Geografie
Rudisleben liegt im Geratal zwischen Arnstadt im Süden und Ichtershausen im Norden. Der Ort ist ein Straßendorf von etwa zwei Kilometern Länge. Rudisleben liegt auf der Ostseite der Gera. Im Süden des Ortes liegen einige größere Seen, die zum ortsansässigen Kies- und Betonwerk gehören und von Anglern und Badegästen genutzt werden. Rudisleben ist umgeben von landwirtschaftlichen Flächen, im Norden ist ein kleines Waldgebiet. Der Ort liegt auf einer Höhe von etwa 250 m ü. NN.

## Geschichte
Rudisleben wurde im 8. Jahrhundert als Rudolfeslebo erstmals erwähnt. Die heutige Dorfkirche St. Johannes stammt aus dem Jahr 1732. Sie wurde errichtet, nachdem der Vorgängerbau einem Brand zum Opfer fiel. Das Besondere an dem barocken Kirchbau ist der kreuzförmige Grundriss. Bis 1920 gehörte Rudisleben zur Oberherrschaft im Fürstentum bzw. Freistaat Schwarzburg-Sondershausen, danach zum Kreis Arnstadt und seit dem 1. Juli 1999 zur Stadt Arnstadt.
Im Jahr 1845 begannen erste Vorbereitungen für die geologische Erkundung von Salzlagerstätten in der Flur Rudisleben, initiiert von einem Erfurter Ingenieurleutnant August Rost. Die Probebohrungen trafen 1849 in 260 m Tiefe auf Steinsalzsohle; eine Gruppe von Investoren begründete die Saline Arnshall, deren Gebäudekomplex westlich der Rudislebener Mühle errichtet wurde. Zum Antrieb der Förderpumpen wurde das Wasser der nahen Gera genutzt. Bereits in den frühen Jahren des Salinenbetriebes wurde Solewasser nach Arnstadt in Fässern geliefert, um dort als Grundlage für einen Kurbetrieb zu dienen. Die mit westphälischer Steinkohle betriebene Saline produzierte in ihrer Blütezeit jährlich bis zu 1000 Tonnen Salz, dazu war 1869 eine zweite Bohrung bis in eine Tiefe von 365 m erforderlich. Im Jahr 1883 wurde die Saline von den Gebrüdern Flaschendräger erworben. Zur Steigerung der Produktion wurde der Bau einer Bahnlinie von Arnstadt erforderlich, diese wurde bis zum Nachbarort Ichtershausen verlängert. Der Salinenbetrieb war durch die chemische Zusammensetzung der Sole nach 1910 nicht mehr rentabel, die Saline wurde bereits 1912 stillgelegt.
Während des Zweiten Weltkrieges mussten 311 „Ostarbeiter“, die in drei Lagern untergebracht waren, in örtlichen Unternehmen Zwangsarbeit leisten: in den Maschinenfabriken Mako und Scholz sowie bei den Polte-Werken.

## Politik
Der ehrenamtliche Ortsteilbürgermeister von Rudisleben ist Daniel Rothe. Er wurde bei den Kommunalwahlen in Thüringen am 26. Mai 2024 erstmals ins Amt gewählt und löste den langjährigen Ortsteilbürgermeister Joachim Lindner ab. Zusammen mit acht weiteren Mitgliedern bildet Rothe den Ortsteilrat von Rudisleben.

## Wirtschaft und Verkehr
Nahe Rudisleben befindet sich das Arnstädter Industriegebiet. Hier sind zahlreiche Großbetriebe wie z. B. die Chema oder das neu errichtete Rolls-Royce Flugzeugturbinenwerk (N3) angesiedelt. Neben Verkaufsstätten, wie Baumärkten und Autohäusern, haben sich im Laufe der Zeit auch zahlreiche mittelständische Unternehmen dort niedergelassen, zu denen unter anderem zwei Produktionsstätten für Solarzellen gehören. Im Rudislebener Ortsgebiet westlich der Gera befand sich früher die Saline Arnshall.
Im Ort selber befinden sich ein kleiner Einkaufsmarkt, ein Fleischerfachgeschäft, ein Friseur, das Kies- und Betonwerk, ein Floristikfachgeschäft, eine Kindertagesstätte sowie mehrere Gaststätten und Pensionen.
Die Rudislebener Dorfstraße führt im Süden zur ehemaligen B 4 nach Arnstadt sowie zum Autobahnzubringer A 71 und im Norden nach Kirchheim. Zwischen 1966 und 1985 besaß der Ort einen Eisenbahnanschluss an die Arnstadt-Ichtershausener Eisenbahn. Über die Abfahrt „Arnstadt Nord“ ist Rudisleben an die Autobahn A 71 angeschlossen. Außerdem liegt Rudisleben am Gera-Radweg.
Im Ort sind auch einige Vereine wie der Freiwillige Feuerwehrverein, die Kirmesgesellschaft oder der Kirchenchor vertreten. Sie sorgen für das kulturelle und soziale Geschehen im Dorf, wie z. B. bei dem jährlichen Osterfeuer, dem traditionellen Maibaumsetzen oder der Rudislebener Kirmes, die jedes Jahr am zweiten Oktoberwochenende stattfindet.
Auch der Fußballverein SV Arnstadt Rudisleben leistet seinen Teil zum Bekanntheitsgrad des kleinen Ortes.
Am 7. Juli 2014 wurde die in Form eines Dorfes errichtete neue Jugendstrafanstalt Arnstadt (seit 2024 Justizvollzugsanstalt Arnstadt) mit 340 Haftplätzen in Rudisleben in Betrieb genommen, welche die JVA Ichtershausen ersetzte. Am 1. September 2014 folgte die benachbarte Jugendarrestanstalt Arnstadt.